# 政治社会学
政治社会学（英語：Political sociology）是结合政治学和社会学的跨学科产物，主要研究对象是社会与政治之间的互动关系，以及政治权威的产生及其对社会的影响。研究范围包括：
- 政治的社会根源
- 社会结构与政治
- 社会与政治变革
- 政治精英和政治体系对社会的反作用

政治社会学形成于19世纪末，20世纪初。到20世纪中期行为主义兴起后得到了长足发展。
帕雷托、莫斯卡、韦伯、羅伯特·米契爾斯、奥斯特罗果尔斯基等人为政治社会学代表人物。

## 權威類型
馬克思·韋伯依據理想類型套入權威體制得出三種的權威模型，在《政治作為志業》一書裡提出。

### 傳統權威
是以血統，血緣為依歸而繼承權威的類型。除了從血緣上的繼承獲得權威的正當性之外，也透過下一代血親的方式得以讓權威合法傳遞。
韋伯認為，傳統權威是以維護傳統習俗的方式為在世權威重要來源(譬如古中國的天子，必須歸循祖先祭拜的典禮模)，若不遵守，就容易喪失其權威正當性。

### 克里斯瑪
指因個人在身上所其擁有和他人不同的特質或超自然力量而其成為權威來源的一種。靈驗性是最重要的權威來源。
韋伯對克里斯碼最感到好奇，認為此權威通常容易出現在社會情境危及與關鍵情境的時候，並認為克里斯瑪權威是傳統權威的前奏。由於靈驗性會隨著人逝世而消失，因此會藉由兩種方式來維持克里斯碼權威:
挑選:從靈驗者追隨者尋找出最適任者，並藉此流傳。譬如教皇。
繼承:透過靈驗者本身的血緣繼承來延續權威正當性。譬如皇帝。

### 法治權威
權威來源是透過法源和律法來獲取的，不因血緣與先賦身分的緣故而取得，是現代大多數國家所奉行的權威方式。
此權威通常是民主政治的基礎，然而在理性化與政策效率的影響下，受到一定的限制。
此外，法治權威也並不全然代表民主政治；也包括獨裁者利用符合法治手段獲得權威。